# Zëss
Zëss es el penúltimo álbum de la legendaria banda francesa, Magma. La suite definitiva fue publicada oficialmente en 2019, aunque es una obra que surgió en 1977 y solo se había interpretado en vivo en contadas ocasiones.
En 2018 se grabó junto a la Orquesta Filarmónica de Praga, publicándose un año más tarde en junio de 2019. Según Christian Vander, Zëss condensa toda la historia y mitología que atraviesa el universo musical de Magma.
El 26 de junio de 2019 se presentó en Francia junto a la Orquesta Filarmónica de París en un mítico show de tres horas y media en la Grande Salle Pierre Boulez, conmemorando los 50 años de Magma.

## Significado de Zëss
Zëss significa Maestro en kobaiano. Es una obra de profundo contenido filosófico por su temática acerca del vacío y el tiempo.
La pieza titulada "Da Zeuhl Wortz Dëhm Wrëhntt (Les Forces de l'Univers - Les Eléments)" abre con un poema en francés narrado por Christian Vander:

Traducción al español: "Las Fuerzas del Universo - Los Elementos"
"Estamos listos. En este estadio antiguo llegamos a la última cita. Hoy es el día que vamos a morir, y digo Gracias. 
Yo soy el amo de la verdad, la blasfemia y la mentira. Soy el amo de la conciencia, soy el amo del ego, soy el amo de los mundos donde el "yo" ya no existe. Están allí, los planetas, las galaxias, los pájaros que han cantado desde los albores del tiempo. Todos los universos, todas las almas, toda la música, todas las alegrías, todos los dolores. Y tú también, Kreühn Köhrmahn. 
En este estadio antiguo llegamos a la última cita. En este estadio antiguo comienza el fin de los extremos, el caos del apocalipsis, donde todo vuelve a la nada. En este estadio antiguo vamos a morir, y digo Gracias. 
Maestro de los vientos, del aire, de la lluvia, de todo lo que vuela, de todo lo que es luz, como espuma te colocas, como espuma te desmayas en el dulce sol: Mensajero es tu nombre. 
Maestro de relámpagos, tormentas, elementos en trance, gran instigador del dilema interno: Folie es tu nombre. 
Maestro de las aguas, la sangre, la masa de los lagos, los ríos y los océanos: Abismo es tu nombre. 
Maestro de las furias, que bailan sobre la sangre de los impíos, por quien celebran la fiesta del Día de los Pecados: Zehntëht es tu nombre.
Maestro de los terrores, que se celebran en el crepúsculo, que forma el misterio en estos mundos del inconsciente: Desconocido es tu nombre. 
Maestro de las pasiones, amo del odio, amo de las lágrimas y de los tormentos: Amor es tu nombre. 
Maestro de la magia, las fuerzas inconmensurables de la oscuridad, de la liturgia, del ghee: Palpable es tu nombre. 
Maestro de la lava, el magma, el fuego que seca nuestras lágrimas y quema nuestros tormentos, tú eres el núcleo universal: Purificación es tu nombre. 
Y tú Kreühn Köhrmahn, maestro de toda vida y muerte: Zeuhl es tu nombre. Maestro del tiempo, maestro del tiempo, ilustre y sabio en la indiferencia, inundando los cielos con una sonrisa de mármol. Te pelearemos hasta el último momento. Impasivo es tu nombre. 
Podemos volar y cantar como pájaros, podemos volar sobre los prados del universo como el águila que persigue su presa. Pero ya no hay presa, porque el águila es una flor, y la presa es su perfume. Hoy es el día en que todo vuelve a ser nuevo. 
En este estadio antiguo llegamos a la última cita. En este estadio antiguo comienza el fin de los extremos, el caos del apocalipsis, donde todo vuelve a la nada. 

Hoy es el día que vamos a morir, y digo, Gracias."

## Lista de canciones
Todas las canciones escritas y compuestas por Christian Vander. 
| Zëss: Le Jour Du Néant |                                                                          |                  |          |  |
| N.º                    | Título                                                                   | Música           | Duración |  |
| 1.                     | «Wöhm Dëhm Zeuhl Stadium (Hymne au Néant)»                               | Christian Vander | 4:55     |  |
| 2.                     | «Da Zeuhl Wortz Dëhm Wrëhntt - (Les Forces de l'Univers - Les Eléments)» | Christian Vander | 6:22     |  |
| 3.                     | «Dï Wööhr Spracer - 5:12 (La Voix Qui Parle)»                            | Christian Vander | 5:12     |  |
| 4.                     | «Streüm Ündëts Wëhëm - (Pont de l'En-Delà)»                              | Christian Vander | 6:04     |  |
| 5.                     | «Zëss Mahntëhr Kantöhm - (Le Maitre Chant)»                              | Christian Vander | 8:08     |  |
| 6.                     | «Zï Ïss Wöss Stëhëm - (Vers l'Infiniment)»                               | Christian Vander | 3:15     |  |
| 7.                     | «Dümgëhl Blaö - (Glas Ultime)»                                           | Christian Vander | 3:58     |  |

## Créditos
- Christian Vander: voz
- Hervé Aknin : voz
- Isabelle Feuillebois : voz
- Julie Vander: voz
- Laura Guarrato: voz
- Marcus Linon: voz
- Morgan Agren: batería
- Philippe Bussonnet : bajo
- Rudy Blas: guitarra
- Sandrine Destafanis: voz
- Simon Goubert: piano
- Stella Vander: voz
- Sylvie Fisichella: voz
- Remi Dumoulin: orquestación
- The City Of Prague Philharmonic Orchestra - Director Adam Klemens